# Falvy
Falvy és un municipi francès situat al departament del Somme i a la regió dels Alts de França. L'any 2007 tenia 128 habitants.

## Demografia

### Població

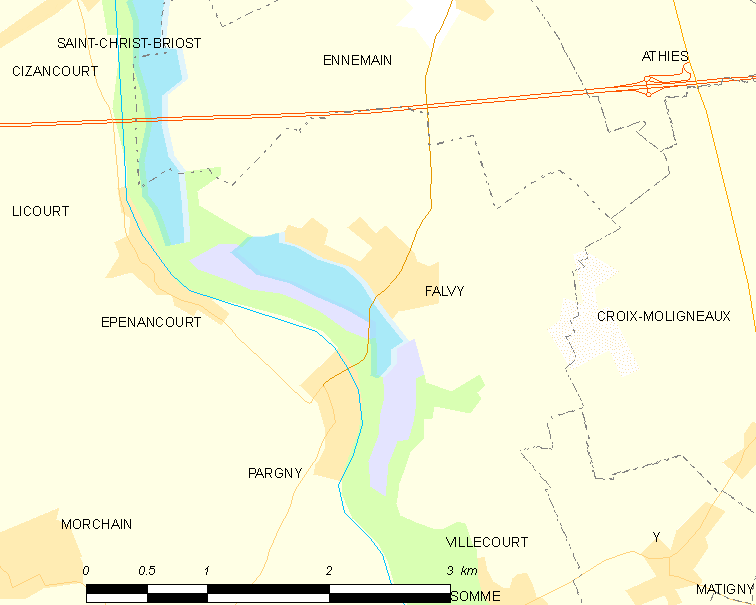

El 2007 la població de fet de Falvy era de 128 persones. Hi havia 53 famílies de les quals 12 eren unipersonals (12 dones vivint soles i 12 dones vivint soles), 25 parelles sense fills i 16 parelles amb fills.
La població ha evolucionat segons el següent gràfic:
Habitants censats

### Habitatges
El 2007 hi havia 72 habitatges, 52 eren l'habitatge principal de la família, 16 eren segones residències i 3 estaven desocupats. Tots els 71 habitatges eren cases. Dels 52 habitatges principals, 42 estaven ocupats pels seus propietaris i 10 estaven llogats i ocupats pels llogaters; 2 tenien una cambra, 3 en tenien tres, 15 en tenien quatre i 32 en tenien cinc o més. 51 habitatges disposaven pel capbaix d'una plaça de pàrquing. A 22 habitatges hi havia un automòbil i a 26 n'hi havia dos o més.

### Piràmide de població
La piràmide de població per edats i sexe el 2009 era:
| Homes | Edats   | Dones |
| ----- | ------- | ----- |
| 0     | 95 o +  | 0     |
| 0     | 90 a 94 | 0     |
| 0     | 85 a 89 | 0     |
| 0     | 80 a 84 | 0     |
| 0     | 75 a 79 | 0     |
| 4     | 70 a 74 | 0     |
| 0     | 65 a 69 | 8     |
| 8     | 60 a 64 | 8     |
| 0     | 55 a 59 | 4     |
| 4     | 50 a 54 | 0     |
| 4     | 45 a 49 | 12    |
| 0     | 40 a 44 | 0     |
| 12    | 35 a 39 | 0     |
| 8     | 30 a 34 | 4     |
| 0     | 25 a 29 | 4     |
| 4     | 20 a 24 | 0     |
| 4     | 15 a 19 | 0     |
| 8     | 10 a 14 | 4     |
| 4     | 5 a 9   | 0     |
| 4     | 0 a 4   | 0     |

## Economia
El 2007 la població en edat de treballar era de 78 persones, 62 eren actives i 16 eren inactives. De les 62 persones actives 56 estaven ocupades (33 homes i 23 dones) i 6 estaven aturades (3 homes i 3 dones). De les 16 persones inactives 6 estaven jubilades, 2 estaven estudiant i 8 estaven classificades com a «altres inactius».

### Ingressos
El 2009 a Falvy hi havia 52 unitats fiscals que integraven 127 persones, la mediana anual d'ingressos fiscals per persona era de 17.814 €.

### Activitats econòmiques
Dels 5 establiments que hi havia el 2007, 2 eren d'empreses de construcció, 1 d'una empresa de comerç i reparació d'automòbils, 1 d'una empresa de serveis i 1 d'una entitat de l'administració pública.
Els 2 serveis als particulars que hi havia el 2009 eren lampisteries.
L'any 2000 a Falvy hi havia 3 explotacions agrícoles que ocupaven un total de 486 hectàrees.

## Poblacions més properes
El següent diagrama mostra les poblacions més properes.